# 陽電子放出
陽電子放出（ようでんしほうしゅつ、英: positron emission）、または正のβ崩壊（せいのベータほうかい、英: beta plus decay）とは、電子または陽電子のかかわる崩壊であるベータ崩壊のうち陽電子を放出するものをいう。この過程において、陽子は弱い力を介して中性子、陽電子、ニュートリノに変化する。陽電子は電子の反粒子でありベータプラス粒子とも呼ばれる。この放出過程は時にベータプラス (β+) として言及される。
この崩壊によって陽電子を放出しうる放射性同位体には炭素11、カリウム40、窒素13、酸素15、フッ素18、ヨウ素121などが挙げられる。例として、炭素11からホウ素11への崩壊が挙げられ、次式のように表される。
{\displaystyle {\ce {_{6}^{11}C->_{5}^{11}B\ +{\mathit {e}}^{+}\ +\nu _{\mathit {e}}\ +}}} {\displaystyle {\rm {0.96\ MeV}}}
これらの陽電子は陽電子断層法（PET検査）ひいては医用画像処理に利用される。特徴的であるのは放射線のエネルギーの強度が線源となる同位体の種類に依存することである。例えば炭素11の崩壊では 0.96 MeV の陽電子が発生し、これは炭素11固有の値である。
より詳細な過程は、中性子と陽子を構成する素粒子であるクォークについて説明される。中性子および陽子の中のクォークはアップクォークとダウンクォークである。1つの陽子、中性子に対してクォークは常に3つ入っており、これの組み合わせにより、中性子か陽子かという特性を得る。アップクォークは3分の2の電荷で、ダウンクォークは-3分の1の電荷である。陽子ではアップクォーク2個、ダウンクォーク1個であり、電荷は2/3 + 2/3 - 1/3 = 1となっている。中性子ではアップクォーク1個、ダウンクォーク2個であり、電荷は2/3 - 1/3 - 1/3 = 0となっている。クォークはダウンクォークからアップクォークに変化でき、負のβ崩壊（β−崩壊）はこの変化である。陽電子放出は、アップクォークがダウンクォークに変化する際に起こる。
陽電子放出によって崩壊する核は、電子捕獲によって崩壊することもあるかもしれない。低エネルギーでの崩壊に対しては、最終的な状態は陽電子を加えるよりも電子を取り除く方になるので、2mec2 = 1.022 MeV近辺では電子捕獲が優先される。崩壊のエネルギーが上昇すれば、分岐比も陽電子放出に向かうが、エネルギー差が2mec2よりも少なければ陽電子放出は起こりえず、電子捕獲が唯一の崩壊方式となる。
ベリリウム7のように、一定の同位体は宇宙線としては安定している。なぜなら電子が剥げており、陽電子放出には崩壊エネルギーが小さすぎるからである。
陽子から中性子への変化の前後で質量が増えるか、あるいは減少値が 2 me より小さい同位体については、自然には陽電子崩壊に至らない。